# Campionato mondiale di hockey su ghiaccio - Terza Divisione 2005
Il Campionato mondiale di hockey su ghiaccio - Terza Divisione 2005 è stato un torneo di hockey su ghiaccio organizzato dall'International Ice Hockey Federation. Il torneo si è disputato fra il 7 e il 12 marzo 2005. Le cinque squadre partecipanti sono state riunite in un unico gruppo. Le partite si sono svolte a Città del Messico, in Messico. Il Messico e la Sudafrica hanno concluso nelle prime due posizioni, garantendosi la partecipazione al Campionato mondiale di hockey su ghiaccio - Seconda Divisione 2006.

## Partecipanti
| Nazionale   | Qualificazione                                                  |
| ----------- | --------------------------------------------------------------- |
| Lussemburgo | Sesto e retrocesso dalla Seconda Divisione - Gruppo A del 2004. |
| Sudafrica   | Sesta e retrocessa dalla Seconda Divisione - Gruppo B del 2004. |
| Messico     | Ospitante, terzo nella Terza Divisione del 2004.                |
| Irlanda     | Quarta nella Terza Divisione del 2004.                          |
| Armenia     | Quinta nella Terza Divisione del 2004.                          |

## Incontri
| Città del Messico 7 marzo 2005, ore 16:30 | Armenia | 1 – 33 (0-11; 0-14; 1-8) referto | Sudafrica | Lomas Verdes (0 spett.) |

| Città del Messico 7 marzo 2005, ore 20:30 | Messico | 2 – 0 (2-0; 0-0; 0-0) referto | Lussemburgo | Lomas Verdes (1300 spett.) |

| Città del Messico 8 marzo 2005, ore 19:30 | Irlanda | 23 – 1 (9-0; 5-0; 9-1) referto | Armenia | Lomas Verdes (150 spett.) |

| Città del Messico 9 marzo 2005, ore 16:30 | Lussemburgo | 8 – 4 (2-0; 3-0; 3-4) referto | Irlanda | Lomas Verdes (200 spett.) |

| Città del Messico 9 marzo 2005, ore 20:00 | Sudafrica | 2 – 4 (1-2; 0-0; 1-2) referto | Messico | Lomas Verdes (1500 spett.) |

| Città del Messico 10 marzo 2005, ore 19:30 | Lussemburgo | 38 – 3 (9-2; 12-0; 17-1) referto | Armenia | Lomas Verdes (100 spett.) |

| Città del Messico 11 marzo 2005, ore 16:30 | Irlanda | 4 – 5 (1-0; 0-2; 3-3) referto | Sudafrica | Lomas Verdes (300 spett.) |

| Città del Messico 11 marzo 2005, ore 20:00 | Armenia | 0 – 48 (0-13; 0-18; 1-7) referto | Messico | Lomas Verdes (1100 spett.) |

| Città del Messico 12 marzo 2005, ore 16:30 | Sudafrica | 7 – 3 (3-0; 2-2; 2-1) referto | Lussemburgo | Lomas Verdes (800 spett.) |

| Città del Messico 12 marzo 2005, ore 20:00 | Messico | 6 – 1 (0-0; 4-0; 2-1) referto | Irlanda | Lomas Verdes (2000 spett.) |

## Classifica
| Pos. |             | PG | V | N | P | GF | GS  | DR   | Pt |
| 1.   | Messico     | 4  | 4 | 0 | 0 | 60 | 3   | +57  | 8  |
| 2.   | Sudafrica   | 4  | 3 | 0 | 1 | 47 | 12  | +35  | 6  |
| 3.   | Lussemburgo | 4  | 2 | 0 | 2 | 49 | 16  | +33  | 4  |
| 4.   | Irlanda     | 4  | 1 | 0 | 3 | 32 | 20  | +12  | 2  |
| 5.   | Armenia     | 4  | 0 | 0 | 4 | 5  | 142 | -137 | 0  |

## Classifica marcatori
| Giocatore          | PG | G  | A  | Pt | +/- | MP |
| ------------------ | -- | -- | -- | -- | --- | -- |
| Adrian Cervantes   | 4  | 17 | 10 | 27 | +27 | 4  |
| Robert Beran       | 4  | 12 | 15 | 27 | +20 | 10 |
| Ben Houdremont     | 4  | 11 | 12 | 23 | +18 | 12 |
| Alexis Cervantes   | 4  | 5  | 11 | 16 | +17 | 4  |
| Eduardo Glennie    | 4  | 6  | 9  | 15 | +18 | 0  |
| Juan Pablo Roberts | 4  | 5  | 10 | 15 | +18 | 8  |
| Mackie Reinecke    | 4  | 7  | 7  | 14 | +10 | 2  |
| Roberto Chabat     | 4  | 4  | 9  | 13 | +16 | 0  |
| Michael Edwards    | 4  | 9  | 3  | 12 | +13 | 24 |
| Gareth Martin      | 3  | 7  | 5  | 12 | +7  | 2  |

Fonte: IIHF.com

## Classifica portieri
| Giocatore       | Min    | TC  | GS  | SO | MGS   | Sv%   |
| --------------- | ------ | --- | --- | -- | ----- | ----- |
| Alfonso de Alba | 150:20 | 27  | 2   | 2  | 0.80  | 92.59 |
| Ashley Bock     | 149:29 | 58  | 8   | 0  | 3.21  | 86.21 |
| Michel Welter   | 180:00 | 87  | 13  | 0  | 4.33  | 85.06 |
| Kevin Kelly     | 209:30 | 94  | 19  | 1  | 5.44  | 79.79 |
| Armen Lalayan   | 240:00 | 315 | 142 | 0  | 35.50 | 54.92 |

Fonte: IIHF.com